# Argyrolopha punctilinea
Argyrolopha punctilinea là một loài bướm đêm trong họ Noctuidae.